# گانگکو، ژونگشان
گانگکو، ژونگشان (به لاتین: Gangkou) یک شهرک در جمهوری خلق چین است که در ژونگشان واقع شده‌است. گانگکو ۷۰٫۵ کیلومتر مربع مساحت و ۷۲٬۰۰۰ نفر جمعیت دارد.